# ArmA III
ARMA III (noto anche come Arma 3 ) è un videogioco sparatutto tattico open world sviluppato dalla casa produttrice ceca Bohemia Interactive. È stato rilasciato in versione stabile il 12 settembre 2013 sulla piattaforma Steam, dopo quasi tre mesi di beta aperta.
Come i precedenti titoli della serie, tra cui Arma e Arma II, ArmA III si distingue per il suo elevato realismo, sia dal punto di vista grafico che delle meccaniche di gioco. Bohemia Interactive ha definito il gioco "l'unico simulatore di guerra esistente".
Il mondo di gioco comprende due ampie mappe ispirate a isole reali: Lemno (chiamata Altis nel gioco) e Agiostrati (Stratis nel gioco), situate nel Mar Egeo. La trama di ArmA III si svolge nella Repubblica di Altis, uno stato fittizio in preda a una guerra civile scatenata da un colpo di Stato orchestrato dal colonnello Georgious Akhanteros, il più alto ufficiale delle forze armate locali (Altis Armed Forces). Questo conflitto segna l'inizio di intense ribellioni e della formazione del Freedom Island Alliance, un gruppo di partigiani che combatte per rovesciare il nuovo regime.
La collocazione temporale degli eventi successivi alla data di uscita di ARMA III giustifica l'ambientazione futuristica e l'arsenale di armi, che include non solo armamenti comuni ma anche armi avanzate basate su prototipi realmente esistenti. Nonostante la vasta gamma di contenuti offerti dal gioco, sia la casa produttrice che i programmatori  non ufficiali della comunità di ArmA III continuano a rilasciare aggiornamenti, espansioni e contenuti aggiuntivi. Questo impegno prolungato ha sensibilmente aumentato la longevità del gioco e mantenuto vivo l'interesse della comunità, aggiungendo elementi simulativi che erano assenti nella prima versione ufficiale.

## Trama

### Prologo
La trama di ARMA III ha inizio nel 2030, nella Repubblica di Altis, uno stato fittizio situato nel Mar Mediterraneo, tra la Repubblica Italiana e Malta. Questo stato è composto dalle isole di Stratis (nome fittizio di Agiostrati) e Altis (nome fittizio di Lemno). Il governo legittimo è stato sovvertito da un regime militare, guidato dal colonnello Georgious Akhanteros, comandante in capo delle Altis Armed Forces (AAF). Questo colpo di Stato ha innescato una serie di ribellioni e ha portato alla nascita del Freedom Island Alliance (FIA), una coalizione di resistenza divisa in vari gruppi che combattono per rovesciare il nuovo governo.Le gravi violazioni dei diritti umani perpetrate dall'AAF nei confronti della popolazione civile e dei ribelli attirano l'attenzione della NATO. In risposta, Akhanteros si avvicina alla Canton-Protocol Strategic Alliance Treaty (CSAT), un'alleanza composta da stati orientali, capitanata dall'Iran, che non ha buoni rapporti con la NATO. Pertanto, l'organizzazione difensiva internazionale decide di inviare un contingente militare in missione di peacekeeping nella Repubblica di Altis, con il consenso dello stesso Akhanteros.Il contingente NATO è principalmente composto da soldati statunitensi, affiancati da un numero minore di soldati delle UKSF. Insieme a una parte dell'AAF, formano la AEGIS TASK FORCE, guidata da un maggiore dell'esercito statunitense. Durante il prologo, il giocatore assume il ruolo del sergente Lacey, subordinato al sergente maggiore Adams. Attraverso le missioni del prologo, il giocatore può osservare la situazione sull'isola di Altis e le relazioni tese tra l'AAF e le forze NATO.Nell'ultima missione del prologo, la squadra del sergente maggiore Adams viene incaricata di rintracciare un convoglio dell'AAF scomparso. Nel frattempo, a Pyrgos, capitale della Repubblica, si tiene un incontro tra i vertici del governo militare e quelli della FIA. La squadra scopre che i partigiani della FIA hanno assaltato il convoglio approfittando della tregua durante il meeting. Successivamente, la squadra riceve ordini per investigare su come l'AAF abbia respinto l'attacco e gestito le conseguenze. Durante questa missione, il giocatore assiste a maltrattamenti contro prigionieri da parte dei soldati dell'AAF e si confronta con Akhanteros stesso, che avverte di non immischiarsi negli affari interni della Repubblica.Infine, il giocatore e la sua squadra ricevono l'ordine di lasciare immediatamente la città per ricongiungersi all'avamposto NATO nelle vicinanze, in attesa di ulteriori direttive.

### Il vento dell'Est

#### Sopravvivi
Il mandato di peacekeeping della NATO sta per terminare e la presenza militare è stata ridotta esclusivamente all'isola di Stratis. Il giocatore assume ora il ruolo del caporale statunitense Ben Kerry, membro della squadra del sergente maggiore Adams. Con le forze della NATO in fase di smobilitazione, la squadra è incaricata di prelevare alcuni automezzi pesanti futuristici e consegnarli a un avamposto militare dell'AEGIS TASK FORCE.Nella stessa giornata, le truppe dell'AAF mostrano segni di agitazione e iniziano a istituire numerosi checkpoint sull'isola, perquisendo i veicoli dei soldati NATO. Durante il tragitto, Kerry e la sua squadra si imbattono in un'imboscata che ha colpito il fuoristrada del maggiore ufficiale in comando della NATO e dell'AEGIS, che rimane ucciso. Il sergente maggiore Adams contatta immediatamente il campo base per comunicare la morte del superiore e attendere istruzioni. Tuttavia, durante l'attesa, vengono segnalati ingaggi radio da parte di tutte le squadre: le forze AAF aprono il fuoco contro le truppe della NATO.Il campo base viene colpito e non dà più segni di vita. Pertanto, Adams, accompagnato solo da Kerry, decide di muoversi attraverso i boschi dell'isola dopo aver tentato senza successo di comunicare con gli altri membri della squadra. Dopo alcuni scontri a fuoco con i soldati dell'AAF, riescono a nascondersi in una foresta fitta per evitare la vista degli elicotteri. Adams riesce a stabilire una comunicazione radio con il sergente Lacey (già presente nel prologo), che gli indica un punto di incontro. Mentre Adams e Kerry si dirigono verso la posizione fornita da Lacey, Adams salta su una mina e muore. Kerry riesce comunque a raggiungere Lacey, dove entra in contatto con il capitano Miller, un membro delle UKSF, che gli fornisce indicazioni su come unirsi a una squadra britannica in ricognizione per recuperare quanti più soldati possibile. Qui Kerry incontra il tenente James, anch'esso delle UKSF, che lo guida fino a Camp Maxwell, il nuovo quartier generale delle truppe NATO rimaste sull'isola dopo l'attacco dell'AAF.Si scopre che, secondo Miller, non ci sono modi per comunicare la situazione alla NATO al di fuori dell'isola e che lui stesso è l'ufficiale di grado più alto rimasto.
Miller assume il comando dell'intero organico militare e lo divide in quattro squadre: Alpha Squad (di cui farà parte anche Kerry, capitanata dal sergente Lacey), Bravo Squad, Charlie Squad e Delta Squad. La Alpha Squad si occupa di operazioni sul campo, la Bravo Squad di ricognizione, la Charlie Squad del supporto logistico e pratico, mentre la Delta Squad, composta esclusivamente da membri dell'UKSF, non ha un ruolo specifico.Miller inizia a impostare obiettivi strategici, come la cattura della base aerea Mike-26, dotata di un apparecchio radio che permetterebbe di richiedere supporto. Viene quindi sferrato un attacco combinato contro la struttura; una volta eliminata la guarnigione dell'AAF presente, solo la Delta Squad riesce a entrare nell'installazione radio. Tuttavia, dopo pochi secondi comunicano che l'apparecchiatura è inagibile e, impostando delle cariche con timer, fanno esplodere l'intera installazione, riducendo drasticamente le possibilità di contatto con il comando NATO.Successivamente, Miller riesce a mettersi in contatto con Nikos, un esponente della FIA addetto ai rifornimenti. Sembra stringere un accordo riguardante la ripartizione delle risorse e incarica l'Alpha Squad di presentarsi all'incontro. Tuttavia, l'indesiderata presenza delle truppe dell'AAF spaventa Nikos, costringendolo a una fuga incerta che porta alla sua scomparsa; poco dopo viene rinvenuto il suo pick-up con alcuni cadaveri di partigiani intorno.Miller ordina quindi all'Alpha Squad di tornare al campo base. Durante il tragitto, si verifica un pesante bombardamento su Camp Maxwell, e il capitano Miller comunica via radio un contrordine per mantenere tutte le squadre a distanza. Ignorando l'ordine, Lacey decide di tornare al campo quando il bombardamento sembra cessato.La situazione appare disperata finché Miller non progetta un nuovo attacco mirato alle principali basi dell'isola controllate dall'AAF. Tutte le squadre si schierano per sferrarne due simultaneamente: uno alla base aerea e l'altro al poligono di tiro. L'Alpha Squad si unisce alla Bravo Squad per avviare una buona offensiva contro la base aerea, costringendo la guarnigione dell'AAF a una ritirata confusa verso la Charlie Squad.Quando la battaglia sembra volgere a favore dei sopravvissuti, la Charlie Squad comunica di essere sotto attacco intenso e viene spazzata via in pochi secondi. A questo punto, numerosi elicotteri sorvolano la zona e paracadutisti della CSAT atterrano aprendo il fuoco sui sopravvissuti, aiutando le truppe dell'AAF a respingere l'offensiva. Anche gli aerei dell'AAF intervengono per bombardare i sopravvissuti che, su ordine di Miller, iniziano a fuggire verso una posizione sicura.Miller e la Delta Squad si preparano con due barche da combattimento; dopo che Kerry e gli altri sopravvissuti sono saliti a bordo, salpano verso l'isola di Altis. Durante il tragitto in mare, un aereo dell'AAF sgancia bombe sulle due imbarcazioni, causando panico tra i sopravvissuti e facendo svanire Kerry per lo shock.

#### Adattati
Kerry si risveglia sulle spiagge di Kavala, lungo le coste di Altis, nel mezzo dei combattimenti tra i partigiani della FIA e la coalizione AAF-CSAT. Dopo essersi riunito con Miller e il resto dei sopravvissuti, i soldati decidono di unirsi alla FIA. Kerry assume il comando di un drappello di uomini e inizia a condurre missioni strategiche per sabotare e rallentare l'avanzata nemica.Nel corso dei giorni, il gruppo apprende che la NATO pianifica di invadere l'isola conquistandone l'aeroporto principale. La FIA decide di assistere la NATO attaccando un aeroporto vicino, con l'intento di distogliere le forze nemiche dal vero obiettivo. Kerry e i suoi uomini riescono a sabotare delle postazioni d'artiglieria nascoste in una cittadina adiacente all'aeroporto, consentendo ai partigiani di occuparlo con successo. 
Mentre sono in marcia, il gruppo osserva impotente una cannoniera NATO bombardare l'aeroporto. Realizzando l'errore delle forze alleate, Kerry e i suoi uomini raggiungono una delle cannoniere abbattute, trovando il pilota ancora vivo. Quest'ultimo rivela di non avere idea di aver colpito alleati e contatta il suo superiore per interrompere l'attacco aereo.Poche ore dopo, Kerry incontra il colonnello NATO Armstrong, che spiega di non avere informazioni riguardo alle attività della FIA sul territorio. Confuso, Kerry menziona il capitano Scott Miller come responsabile delle operazioni e in contatto con la NATO. Armstrong risponde di non conoscere nessun Scott Miller e che gli ultimi comandanti avevano lasciato l'isola mesi fa.Questa situazione genera confusione e tensione tra le forze coinvolte, poiché la mancanza di comunicazione e coordinamento porta a gravi conseguenze sul campo di battaglia.

#### Vinci
Kerry si riunisce con il colonnello Armstrong e i suoi uomini in un avamposto vicino all'aeroporto principale di Altis. Il colonnello, con nome in codice "Crossroads", informa Kerry che la presa dell'aeroporto è stata un fallimento. Mentre è ancora sotto investigazione per i presunti rapporti con Miller, viene reinviato in servizio attivo sull'isola. Durante un pattugliamento notturno, Kerry e la sua squadra vengono attaccati improvvisamente dalle squadre speciali del CSAT. La squadra di Kerry subisce gravi perdite negli scontri, ma proprio quando sembra che la situazione sia disperata, i ribelli della FIA intervengono in loro soccorso. Con il loro aiuto, Kerry riesce a guidare una controffensiva e a riconquistare l'aeroporto, mentre Altis è scossa da un improvviso terremoto.
In marcia verso Pyrgos, la capitale dell'isola, Armstrong comunica a Kerry che le autorità hanno identificato Miller e stabilito l'origine dell'incidente su Stratis. Tuttavia, il colonnello si rifiuta di fornire ulteriori spiegazioni a Kerry, poiché l'investigazione è altamente riservata, e ordina al soldato di evitare qualsiasi contatto con Miller e il CTRG. Dopo aver conquistato la città, le forze NATO avvertono un'altra scossa mentre l'AAF si ritira a nord-est dell'isola. Rinvigorita dalle vittorie schiaccianti, la NATO si prepara all'offensiva finale.
Dopo aver assistito a un'altra scossa, la NATO informa le proprie truppe che questi movimenti tettonici non sembrano naturali, ma causati da anomalie sismiche sconosciute. Improvvisamente, Kerry riceve una comunicazione via radio dal tenente James, che ferito lo supplica di raggiungere lui e Miller. A questo punto, il giocatore deve prendere una decisione: raggrupparsi alla propria squadra per compiere l'assalto finale o localizzare James.
Se il giocatore sceglie di tornare alla NATO, raggiunge un punto d'osservazione con la sua squadra, dove è incaricato di localizzare e segnare bersagli sensibili all'artiglieria per garantire il successo dell'assalto finale della FIA e porre finalmente fine alla guerra. Per i suoi meriti, Kerry viene promosso a sergente e rimane al servizio del colonnello Armstrong per consolidare la pace sul territorio.
Al contrario, se il giocatore decide di cercare James, lo troverà solo e gravemente ferito. Prima di morire, James incarica Kerry di trovare un camion contenente un dispositivo speciale e di portarlo a Miller. Kerry si fa strada combattendo contro le forze speciali nemiche, riuscendo a consegnare il dispositivo a Miller. Infuriato, Kerry scopre che il dispositivo è un'arma tettonica, responsabile dei recenti terremoti. Il soldato realizza quindi che Miller è il vero responsabile dell'incidente su Stratis e che ha fornito informazioni false alla NATO, causando il fuoco amico e il fallimento dell'operazione all'aeroporto, tutto per guadagnare tempo per rubare il dispositivo. Nel frattempo, il CSAT inizia una devastante invasione dell'isola, costringendo la NATO alla ritirata. Miller e la sua squadra fuggono con il dispositivo, promettendo a Kerry che torneranno a prenderlo. Dopo aver cercato riparo, Kerry contatta Miller per avere notizie, ma quest'ultimo chiude la conversazione affermando che con un'invasione di tale portata è impossibile tornare a recuperarlo. Il destino di Kerry è ora nelle sue mani: rimasto solo su un'isola piena di forze nemiche, tenterà di fuggire da Altis con una barca o un elicottero, o morirà nel tentativo.

## Fazioni
Nel gioco vi sono 7 fazioni (3 sono state aggiunte tramite espansioni), ognuna caratterizzata da diversi ruoli: politico, veicoli, armi e obiettivi.

### NATO
Il North Atlantic Treaty Organization (Organizzazione del Trattato dell'Atlantico del Nord) nel 2030 è notevolmente indebolito a causa di decenni di decadenza economica e turbolenze politiche tra i suoi stati membri. Con il CSAT che esercita un dominio politico e militare sul Pacifico e sul Mediterraneo, la NATO si trova costretta a consolidare le sue ultime roccaforti strategiche. A causa delle crescenti tensioni nell'Europa orientale, la Task Force Aegis, l'ultima unità stazionata su Stratis e impegnata in un'operazione di peacekeeping con l'AAF, è nel bel mezzo di una ritirata strategica.Attaccata a sorpresa dai presunti alleati dell'AAF, la Task Force Aegis rimane intrappolata sull'isola, mentre gli Stati Uniti iniziano a dispiegare le proprie truppe nel teatro del Pacifico.

### CTRG
Il Combat Technology and Research Group (CTRG) è un'unità di forze speciali multinazionale, specializzata in guerra cibernetica e operazioni segrete. Dotata di armi ed equipaggiamento ipertecnologico, l'unità opera su Stratis e Tanoa con l'obiettivo di sabotare le operazioni segrete del CSAT.

### CSAT
Il Canton-Protocol Strategic Alliance Treaty (CSAT) è composto da forze armate di paesi orientali guidati dall'Iran. Questo blocco si trova in uno stato politico simile a quello della Guerra Fredda nei confronti dei paesi occidentali. Segretamente, il CSAT ha addestrato le forze dell'AAF e ha stretto un'alleanza con esse per scacciare il contingente NATO dallo stato di Altis.

### AAF
Le Altis Armed Forces, sono le forze armate dello stato di Altis. Inizialmente, cooperavano con il contingente NATO, ma successivamente hanno scelto di allearsi con le truppe del CSAT per occupare lo stato e le sue isole. Durante il prologo del gioco, il giocatore può osservare gli abusi perpetrati dalle truppe dell'AAF ai danni dei civili e dei ribelli delle due isole greche. L'AAF è guidata dal colonnello Georgious Akhanteros, che esercita un controllo autoritario sulle forze armate.

### FIA
La Freedom and Independence Army (FIA) è un movimento partigiano che lotta per rovesciare il governo dittatoriale di Altis e Stratis, combattendo contro l'AAF. Composta principalmente da disertori dell'AAF e da movimenti d'opposizione, la FIA si avvale principalmente della guerra asimmetrica per affrontare l'esercito di Altis, essendo un'unità scarsamente armata. Questo gruppo di resistenza rappresenta la speranza per molti civili oppressi dal regime di Akhanteros e cerca di ripristinare la libertà e l'indipendenza nelle isole.

### IDAP
L'IDAP (International Development and Aid Project) è un'organizzazione non governativa dedita ad aiutare le popolazioni afflitte dalla guerra, introdotta nel DLC Laws of War.

## Personaggi principali
Kerry: Il sergente Ben Kerry è il protagonista del gioco, coinvolto attivamente nell'assalto a Stratis.
Adams: SSG Adams è il superiore del sergente Kerry e perde la vita a causa di una mina antiuomo durante la campagna "Il vento dell'est".
Conway: Il sergente Conway è un altro protagonista e viene ucciso dopo un attacco fallito ad Agia Marina.

## Contenuti scaricabili

### Zeus
È un'estensione gratuita dell'editor, integrata il 10 aprile 2014. Permette al game master di gestire una partita multigiocatore dall'alto, accedendo a un editor in tempo reale che consente di "spawnare"  tutti gli oggetti disponibili nel gioco, comprese le strutture, le intelligenze artificiali (di cui può prendere il controllo) e i veicoli. Questa funzionalità è utilizzata per creare eventi dinamici che possono essere modificati in qualsiasi momento durante il gioco. 

### Kart
Il DLC Kart, rilasciato il 29 maggio 2014, rappresenta una "piccola divagazione" ispirata a uno scherzo del pesce d'aprile realizzato da Bohemia per i propri utenti. Il video promozionale mostrava il personaggio Scott Miller mentre replicava la famosa spaccata di Jean-Claude Van Damme su due go-kart. L'idea di introdurre i go-kart nel gioco ha suscitato così tanto interesse tra gli utenti che Bohemia ha deciso di realizzare il DLC, che include un go-kart con diverse livree, un commissario di gara e varie competizioni e prove a tempo.

### Helicopters
Rilasciato il 4 novembre 2014, il DLC include il CH-67 Huron (ispirato al Boeing CH-47) per la fazione NATO e il Mi-290 Taru per i CSAT. Oltre ai contenuti a pagamento, l'uscita del DLC ha portato un aggiornamento al motore di gioco, consentendo agli elicotteri da trasporto di agganciare e trasportare carichi e mezzi leggeri.

### Marksmen
Il DLC è stato rilasciato l'8 aprile 2015 e presenta cinque fucili da tiratore scelto ad alta e media potenza, mimetiche da cecchino, nuove ottiche e esercitazioni di tiro. Inoltre, include miglioramenti significativi come il riposo delle armi e la simulazione avanzata del rinculo, arricchendo ulteriormente l'esperienza di gioco.

### Apex
Pubblicato l'11 luglio 2016, è l'espansione più significativa del ciclo vitale di Arma III. Questa espansione introduce ottimizzazioni del motore di gioco e un rinnovamento grafico, comprendendo:
- Tanoa: un arcipelago tropicale di 100 km² situato nel sud del Pacifico.
- Nuova campagna: giocabile anche in cooperativa online fino a quattro giocatori.
- Fazione Syndikat: un'organizzazione criminale principalmente dedita al traffico di droga.
- 13 nuovi veicoli: tra cui due aerei VTOL (V-44 X Blackfish e Y-32 Xi’an), fuoristrada d'assalto (Prowler e Qilin), due droni da ricognizione e vari veicoli civili.
- Nuove armi: include diversi modelli di Kalashikov, RPG-7 e fucili da cecchino.
- Nuovi equipaggiamenti: uniformi, elmetti, zaini, visori notturni e ottiche.
- Risorse ed equipaggiamenti gratuiti: ulteriori contenuti disponibili senza costi aggiuntivi.

### Jets
Uscito il 16 maggio 2017, l'aggiornamento introduce due caccia tattici di quinta generazione, il F/A-181 Black Wasp II e il To-201 Shikra, insieme a un multiruolo di quarta generazione, l'A-149 Gryphon, e al Sentinel, un UCAV di quinta generazione. Questo DLC include anche un aggiornamento gratuito della piattaforma, che apporta significativi miglioramenti alle dinamiche di volo, l'implementazione di sistemi radar e un nuovo sistema di danneggiamento per gli aeromobili.

### Laws of War
Pubblicato il 7 settembre 2017, il DLC Laws of War è stato sviluppato dal nuovo studio di Bohemia ad Amsterdam, noto con il nome in codice "progetto Orange". Questa espansione si concentra, attraverso una mini campagna, sulle regole del diritto bellico e sull'importanza degli aiuti umanitari in contesti di guerra. Include la fazione umanitaria IDAP (International Development and Aid Project), due aeromobili a pilotaggio remoto, un'ambulanza, un dispensatore di mine APERS e vari equipaggiamento vario.

### Tac-Ops
Il DLC Tac-Ops include tre operazioni singleplayer: Oltre la speranza, Pietra di passaggio e Pegaso d'acciaio, ambientate nove anni prima del conflitto "Vento dell'est". Le missioni sono caratterizzate da un'elevata rigiocabilità, poiché il giocatore può affrontarle da diverse prospettive, scegliere approcci variabili, completare o meno obiettivi secondari e analizzare i filmati del consulente tattico di Bohemia. Il DLC è stato rilasciato il 30 novembre 2017.

### Tanks
Il DLC Tanks, pubblicato l'11 aprile 2018, è l'ultima espansione di Arma 3. Esso introduce il carro armato T-140 Angara, il veicolo di trasporto corazzato AWC Nyx e il Rhino MGS, un corazzato da combattimento ruotato. Oltre ai nuovi veicoli, sono stati aggiornati il sistema di guida, l'armamento e il realismo di tutti i corazzati del gioco; sono state aggiunte tre sfide a tempo, la modalità multiplayer Vanguard e due lanciatori anticarro.Il T-140 Angara è un carro armato da combattimento (MBT) di progettazione russa utilizzato dalla fazione CSAT. Progettato per infliggere massima distruzione pur garantendo eccellente protezione all'equipaggio, questo veicolo è armato con un cannone da 125 mm che spara tre diversi tipi di munizioni, vantando una portata effettiva superiore rispetto ai cannoni della maggior parte dei carri armati occidentali. Le armi secondarie includono una mitragliatrice coassiale da 7,62 mm e una mitragliatrice pesante da 12,7 mm. Oltre alla versione standard T-140, l’Angara è disponibile anche nella variante T-140K “Comandante”, in cui la mitragliatrice pesante è sostituita da un cannone automatico da 30 mm e dotata di sensori per condividere i dati del bersaglio con altre unità tramite Data link.

### Nyx
Il Nyx è un veicolo di trasporto armi corazzato (AWC) di origine ingegneristica tedesca, autorizzato e modificato dalla fazione AAF. Le sue dimensioni più contenute lo rendono relativamente veloce e mobile, permettendo al veicolo di essere caricato dall’elicottero CH-49 Mohawk. Il Nyx è disponibile in quattro varianti: Anticarro, Antiaereo, Ricognizione e Cannone automatico, tutte dotate di una corazzatura in grado di resistere a munizioni da 7,62 mm. Ogni variante presenta armi o equipaggiamenti specifici per rispondere alle esigenze del campo di battaglia. Come gli altri nuovi veicoli introdotti in questo DLC, il Nyx è disponibile in diverse livree.

### Rhino
Il Rhino è un veicolo da combattimento corazzato su ruote (AFV) progettato specificamente per contrastare i carri armati, motivo per cui è anche noto come “cacciacarri”. Il Rhino MGS è equipaggiato con un cannone da 120 mm capace di sparare tutti i tipi di proiettili standard e i nuovi missili anticarro MARUK. Inoltre, dispone di una mitragliatrice coassiale calibro .338 Magnum come arma secondaria. La variante UP del Rhino include una torretta a controllo remoto con una mitragliatrice pesante da 12,7 mm, oltre a una gabbia di protezione e a una corazza reattiva (ERA). Questa variante è particolarmente adatta per operazioni militari in aree urbanizzate (MOUT), sebbene aggiunga peso e limiti alle capacità di trasporto. Entrambe le varianti del Rhino sono collegate al Data link, consentendo loro di agganciare bersagli scelti o designati via laser dalle forze alleate.

### Creator DLC
Il 30 ottobre 2017, Bohemia Interactive ha annunciato che Arma 3 continuerà ad espandersi esclusivamente tramite studi amatoriali di terze parti. Il team ha presentato un progetto per la community di modders, finalizzato alla creazione di contenuti originali a pagamento sotto la supervisione diretta di Bohemia. La prima espansione di questo tipo, Global Mobilization - Cold War Germany, è stata pubblicata il 29 aprile 2019. Ambientata in Germania durante la Guerra Fredda, l'espansione include una nuova mappa di 419 km², insieme a nuove armi, veicoli ed equipaggiamenti storici.

## Sviluppo

### Pre-lancio
Bohemia Interactive ha ufficialmente annunciato lo sviluppo di ArmA III il 19 maggio 2011. Durante l'E3 del giugno 2012, è stata mostrata una versione alfa del gioco. Nell'agosto 2013, la compagnia ha comunicato che avrebbe ampliato la campagna attraverso tre DLC, disponibili dopo il lancio iniziale del gioco: il primo si chiamerà Survive, seguito da Adapt e Win. Joris-Jan van t' Land, capo del progetto, ha dichiarato: «Personalmente mi piacciono molto le console, quindi mi piacerebbe vederlo lì, ma ArmA III è stato sviluppato come esclusiva PC fin dall'inizio e non gli avrebbe fatto giustizia.»

### Versioni Alfa e Beta
Una versione alfa del gioco è stata pubblicata il 5 marzo 2013, permettendo ai giocatori di testare quanto realizzato fino a quel momento e di fornire feedback sulle problematiche ancora irrisolte. La versione beta è stata rilasciata il 25 giugno 2013; tutti coloro che possedevano l'alfa hanno ricevuto automaticamente un aggiornamento alla loro copia.

## Controversie

### Arresto per spionaggio
Durante lo sviluppo di ArmA III, Bohemia Interactive inviò due dei suoi dipendenti, Martin Pezlar e Ivan Buchta, sull'isola di Lemno per scattare foto e raccogliere materiale per il videogioco. Tuttavia, nelle immagini erano incluse anche basi militari dell'esercito greco, il che portò all'arresto dei due con l'accusa di spionaggio. Il 15 gennaio 2013, dopo 128 giorni di detenzione, le autorità decisero di liberarli dietro il pagamento di una cauzione di 5 000 euro ciascuno. 

### Divieto di vendita in Iran
Nel settembre 2012, la Iran Computer and Video Games Foundation e il Corpo delle Guardie della Rivoluzione Islamica imposero un divieto di vendita del gioco in Iran. Questo divieto è stato motivato dalla presenza nel gioco del CSAT, una fazione che rappresenta uno stato simile all'Iran in conflitto con i membri del patto atlantico.